# فاشنهایم
فاشنهایم (به آلمانی: Frankfurt-Fechenheim) یک منطقهٔ مسکونی در آلمان است که در فرانکفورت واقع شده‌است. فاشنهایم  ۱۵٬۹۶۲ نفر جمعیت دارد.